# Фрумкин, Константин Григорьевич
Константи́н Григо́рьевич Фру́мкин (род. 23 марта 1970, Москва) — российский журналист, философ и культуролог. Кандидат культурологии (2003).

## Биография
Родился в Москве, отец - телесценарист Григорий Фрумкин.
Закончил Финансовую академию в 1995 году.
С конца 1990-х годов работал в прессе экономическим обозревателем (газеты "Финансовая Россия", "Независимая газета", "Известия").
2011 -2017 гг. — заместитель главного редактора журнала «Компания».
2017-2022 гг. — шеф-редактор, затем главный редактор делового издания «Инвест-Форсайт».
В 2003 году в Российском институте культурологии под научным руководством доктора искусствоведения, профессора К. Э. Разлогова защитил диссертацию на соискание учёной кандидата культурологии по теме «Отстранённое самонаблюдение и его культурные функции» (специальность 24.00.01 — теория и история культуры; официальные оппоненты — кандидат исторических наук, доктор искусствоведения В. С. Листов и кандидат философских наук В. Ю. Файбышенко; ведущая организация — Институт философии РАН).
Автор книг и статей философской и культурологической тематики, в том числе на темы философии сознания, теории фантастики, теории и истории драмы, а также социальной футурологии. Один из инициаторов создания и координатор Ассоциации футурологов. Сопредседатель клуба любителей философии ОФИР. Член Ассоциации исследователей фантастики (АИФА).
С 2021 г. преподает теорию драматического сюжета в Московской школе нового кино.
С.2025 г. участник экспертного "Ипатьевского клуба" при Администрации Костромской области. 

## Избранная библиография

### Книги
- Антропофобия. К философии личности. М., 1993
- Позиция наблюдателя. Отстраненное созерцание и его культурные функции. К.-М., Ника-Центр, 2003
- Философия и психология фантастики. М.: Едиториал УРСС, 2004 г.
- Пассионарность: Приключения одной идеи. М.: ЛКИ, 2008
- Сюжет в драматургии. От античности до 1960-х годов. М.; СПб.: Нестор-История, 2014
- После капитализма: Будущее западной цивилизации. М.: Алгоритм, 2014
- Сквозные мотивы русской драматургии. От Грибоедова до Эрдмана. М.; СПб.: Нестор-История, 2018[3]
- Соблазны «Туманности Андромеды»: Лейтмотивы коммунистической утопии от Томаса Мора до Ефремова и Стругацких. - М.: URSS, 2021.[укр.]
- Любование ученым сословием: Отражение социальной истории советской науки в литературе, искусстве и публичной риторике.  М.; СПб.: Нестор-История, 2022
- Аргументы русских литературных критиков. Обоснование оценочных суждений о литературе от Карамзина до начала XXI века. М.: Академический проект, 2025

### Статьи
- Усталость нации//Дружба народов, 1996, № 4
- Мистика ритма // Комментарии, 1997, № 10
- Традиционалисты: портрет на фоне текстов// Дружба народов, 2002, № 6
- Развращающая простота криптоистории //Нева, 2005, № 9
- Теории чуда в эпоху науки //Эпистемология и философия науки, 2005, № 3
- Можно ли перестать быть человеком? О катастрофической этике// Философские науки, 2006, № 9
- Научная фантастика как религия страдающего ученого// Полдень, XXI век. 2007, № 1
- Купечество и мещанство: социально психологические размышления на материале русской классической драмы// Историческая психология и социология истории, 2009, № 1
- Утрата человеческого облика, или феноменологическая социология в эпоху Интернета// Человек, 2009. № 4
- Три кризиса художественной литературы //Нева, 2009, № 4
- Откуда исходит угроза книге //Знамя, 2010, № 9
- «Экспертократия» против писателей и читателей //Нева, 2011, № 4
- Политическая экономия счастья: Футурологический этюд//Знамя, 2011, № 11
- Бессмертие: Странная тема русской культуры//Новый мир, 2012, № 4
- Что будет после капитализма?// Новый мир, 2013, № 2

### Отклики и рецензии
- Бугославская О. Константин Фрумкин. Позиция наблюдателя: Отстраненное созерцание и его культурные функции
- Гопман В. Фрумкин К. Г. Философия и психология фантастики
- Володихин Д. К. Г. Фрумкин. Философия и психология фантастики
- Павлов Р. О чём думает философ, пока мартышки спят
- Золотухина-Аболина Е. В. Внутренний наблюдатель: пути постижения. Размышления о книге К. Г. Фрумкина
- Владимирский В. Константин Фрумкин изучил трансформацию образа ученого в советской литературе и искусстве
- Мартынов Д.Е., Мартынова Ю.А. Новая монография Константина Фрумкина.
- Егерев С. В. Живучие стереотипы и завышенные ожидания. Рецензия на  книгу  К.  Фрумкина  «"Любование  учёным  сословием"

## Награды и отличия
- Литературная премия им. Александра Беляева (2009)
- Журналистская премия «ПрессЗвание» (2007 и 2011)
- Премии в области финансовой журналистики «Медиа-Капитал» (2009 и 2011)
- Лонг-лист АБС-премии 2022 года[4]
- Премия "Двойная звезда" за книгу "Любование ученым сословием" (2023)[5]